# Micomitra
Micomitra  (лат.) — род двукрылых из семейства жужжал.

## Описание
Лоб покрыт блестящими чешуйками. Третий членик усиков с одним флагелломером, на котором имеется вершинная щетинка. Тело и ноги в немногочисленных слабых щетинках. Крылья переливающиеся. Эпифаллус самца сильно расширен на вершине. Гоностили простые. Сперматека у самок удлиненная и тонкостенная.

## Биология
Личинки Micomitra stupida паразитируют в муравьиных львах.

## Классификация
В мировой фауне насчитывается 18 видов. Сходными родами являются африканский род Atrichochira и австралийский род Pseudopenthes. Многие виды Micomitra первоначально описаны в составе рода Exoprosopa.
- Micomitra aerata (Hesse, 1956)
- Micomitra anthracina Bowden, 1964
- Micomitra bella (Austen, 1937)
- Micomitra chrystallina (Bezzi, 1924)
- Micomitra famula (Bezzi, 1923)
- Micomitra hyalipennis (Paramonov, 1928)
- Micomitra iridipennis (Nurse, 1922)
- Micomitra iris (Loew, 1869)
- Micomitra lapidoti Zaitzev, 1999
- Micomitra lucidipennis Evenhuis & Greathead, 1999
- Micomitra opalina (Hesse, 1956)
- Micomitra parvicellula (Bezzi, 1921)
- Micomitra perlucida (Hesse, 1956)
- Micomitra pharao (Paramonov, 1928)
- Micomitra stupida (Rossi, 1790)
- Micomitra vitrea (Bigot, 1892)
- Micomitra vitripennis (Brunetti, 1912)
- Micomitra vlasovi (Paramonov, 1928)

## Распространение
Представители рода встречается в Афротропике, Палеарктике и Ориентальной области.